# Wingvloer
Een wingvloer of wingplaatvloer of vleugelvloer of vleugelplaatvloer is een hybride vloerconstructie die bestaat uit een combinatie van een kanaalplaat- en breedplaatvloer. Het element is opgebouwd uit een dik middendeel met holle kanalen (kanaalplaat), waaraan twee dunnere vloerdelen (breedplaat) als een soort van vleugels aan vast zitten en zijn gemaakt van prefab-elementen van voorgespannen beton. Naast elkaar aangebracht vormen de elementen een vloer.

## Constructie
De wingvloeren zijn verkrijgbaar in verschillende lengtes en diktes. Bij de wingvloer zorgt het deel met de kanaalplaatvloer constructief voor benodigde sterkte en stijfheid, tijdens de montage behoeven ze niet te worden ondersteund. Daarnaast dient het deel met de breedplaatvloer als leidinggoot die plaats biedt aan benodigde leidingen. Zodra die in de vloer aangebracht zijn, kan die, indien noodzakelijk, afgewerkt worden met een druklaag.

## Aspecten
De wingvloer is geschikt voor zowel woningbouw als utiliteitsbouw. De vloer is droog toepasbaar en kan gebruikt worden als begane grondvloer en verdiepingsvloer.